# The Trial of a Time Lord
The Trial of a Time Lord (El juicio de un Señor del Tiempo) es un macroserial de la serie de ciencia ficción Doctor Who que abarcó la totalidad de la 23.ª temporada de la serie y se emitió entre septiembre y diciembre de 1986. Está compuesto por cuatro seriales al estilo tradicional de la serie clásica, unidos por una trama común interconectiva, tal y como se había hecho en The Key To Time y como se haría más tarde en Flux. Los seriales que componen The Trial of a Time Lord son: The Mysterious Planet, Mindwarp, Terror of the Vervoids y The Ultimate Foe. Los protagonistas son Colin Baker como el Sexto Doctor, Nicola Bryant como Peri Brown, Bonnie Langford como Mel Bush, Michael Jayston como el Valeyard, Lynda Bellingham como la Inquisidora y Anthony Ainley como El Amo. La producción sufrió algunos problemas, como la muerte del guionista Robert Holmes y la dimisión del editor de guiones Eric Saward.

## Argumento
El Sexto Doctor está detenido y está siendo puesto a juicio por el Alto Consejo de los Señores del Tiempo por violar varias leyes de Gallifrey, incluyendo los cargos de interferencia en mundos exteriores y genocidio. Un misterioso personaje llamado el Valeyard actúa como fiscal. En las dos primeras entregas (The Mysterious Planet y Mindwarp) se presentan eventos del pasado del Doctor que servirán como acusación. En la tercera entrega, Terror of the Vervoids, se muestra su futuro como defensa. Y en la última entrega, The Ultimate Foe, el juicio se detiene y el Doctor se enfrenta al Valeyard y a su viejo enemigo, El Amo, para salvar al Alto Consejo y limpiar su nombre.

## Preproducción

### Temporada 23 original
El cambio de formato de la temporada 22, a episodios semanales de 45 minutos, había tenido un éxito razonable, con audiencias de entre 6 y 8 millones, por lo que el equipo de producción comenzó a encargar seriales en el mismo formato para la temporada 23. Sin embargo, en febrero de 1985, la BBC anunció que para ahorrar costes con objetivo de producir ciertos proyectos de envergadura (uno de ellos el estreno de la serie EastEnders), se pospuso la temporada 23 hasta septiembre de 1986, quedando todo el trabajo en suspenso.

### Temporada 23 definitiva
El formato de la serie volvería a cambiarse entonces, volviendo a los episodios de 25 minutos por episodio, y con solo 14 episodios para toda la temporada, durando la temporada íntegra más o menos la mitad de lo que duró la temporada 22. Así, el equipo de producción se vio obligado a cancelar los seriales que estaban parados, y en su lugar decidieron probar algo nuevo. El productor John Nathan-Turner y el editor de guiones Eric Saward tuvieron la idea de crear varios seriales interconectados entre sí, inspirándose en el popular Cuento de Navidad de Charles Dickens haciendo una historia de pasado, presente y futuro. Este macroserial de 14 episodios originalmente iba a estar dividido en dos seriales de 4 y un serial de 6 entregas, aunque al final ese último serial se dividió en dos. De esta forma, los seriales de The Trial of a Time Lord serían tres de cuatro episodios y uno de dos.

## Producción
Robert Holmes recibió el encargo de escribir el primer y el último serial de The Trial of a Time Lord. El primer serial recibió las críticas del director de dramáticos de la BBC Jonathan Powell por su contenido humorístico, contradiciéndose con la petición del director de la BBC de que añadiera más humor a la serie. La segunda entrega, Mindwarp, fue obra de Phillip Martin. Un personaje de Martin, Sil, que se había introducido en Vengeance on Varos, era muy popular entre el equipo de producción y se iba a introducir en uno de los seriales de la temporada 23 cancelada, por lo que introdujo al personaje en este segmento, donde además, por la intención de Nicola Bryant de abandonar la serie, mató al personaje de Peri Brown. El tercer segmento iba a ser de seis episodios y también iba a ser obra de Robert Holmes, pero este lo rechazó diciendo que no le gustaban los seriales de seis partes. Tras rechazar las propuestas de Christopher H. Bidmead y PJ Hammond, Nathan-Turner se dirigió a Pip y Jane Baker para que escribieran Terror of the Vervoids, que estaría íntegramente grabado en estudio.
Holmes no pudo terminar el cuarto segmento antes de su muerte el 24 de mayo de 1986, así que a toda prisa Nathan-Turner volvió a contratar a Pip y Jane Baker para que escribieran una nueva versión, ya que Nathan-Turner se negó a usar la que escribió Eric Saward, donde hubiera acabado con una gran batalla final a vida o muerte entre el Doctor y el Valeyard en un agujero en el tiempo. Nathan-Turner no quería usar ese final porque podría servir de excusa a los jefes de la BBC para cancelar el programa. Para la secuencia de apertura, de 45 segundos de duración, se utilizó un presupuesto de más de 8.000 libras, la secuencia de efectos especiales más cara de la historia de la serie hasta la fecha.

## Seriales
| N.º de hist. | N.º en temp. | Título                   | Dirigido por     | Escrito por                   | Fecha de emisión original                                                                       | Código de prod. | Audiencia (millones) |
| ------------ | ------------ | ------------------------ | ---------------- | ----------------------------- | ----------------------------------------------------------------------------------------------- | --------------- | -------------------- |
| 143a         | 1234         | «The Mysterious Planet»  | Nicholas Mallett | Robert Holmes                 | 6 de septiembre de 198613 de septiembre de 198620 de septiembre de 198627 de septiembre de 1986 | 7A              | 4.93.93.7            |
| 143b         | 5678         | «Mindwarp»               | Ron Jones        | Philip Martin                 | 4 de octubre de 198611 de octubre de 198618 de octubre de 198625 de octubre de 1986             | 7B              | 4.84.65.15.0         |
| 143c         | 9101112      | «Terror of the Vervoids» | Chris Clough     | Pip y Jane Baker              | 1 de noviembre de 19868 de noviembre de 198615 de noviembre de 198622 de noviembre de 1986      | 7C              | 5.24.65.35.2         |
| 143d         | 1314         | «The Ultimate Foe»       | Chris Clough     | Robert HolmesPip y Jane Baker | 29 de noviembre de 19866 de diciembre de 1986                                                   | 7C              | 4.45.6               |

## Recepción y análisis
La reacción del público fue variada. Aunque los índices de apreciación mejoraron respecto a la temporada anterior, entre el 66% y el 72%, los índices de audiencia fueron menores.

### Crítica
El macroserial recibió críticas variadas. Paul Cornell, Martin Day, y Keith Topping, coautores de The Discontinuity Guide, escribieron que, en conjunto, la trama "aguanta bastante bien". David J. Howe y Stephen James Walker, autores de Doctor Who: The Television Companion no estuvieron de acuerdo, diciendo que el macroserial fue una "oportunidad perdida monumental". Desaprobaron el hilo argumental de la historia, no convenciéndoles el que un fiscal "en cualquier sistema legal razonable" pueda cambiar los cargos y el proceso a mitad de juicio. Encontraron el meta-humor de "hacer al Doctor sentarse a ver Doctor Who durante catorce semanas" divertido aunque algo repetitivo, y alabaron la interpretación de Colin Baker. Ambas críticas estuvieron de acuerdo en que las escenas del juicio desvirtuaban los seriales.

## Publicaciones comerciales
El macroserial íntegro se publicó en un triple VHS el 1 de octubre de 1993 como parte de las celebraciones del 30 aniversario de la serie. El DVD del macroserial se publicaría en 2008.